# 金板境天后宮
金板境天后宮，又稱鐵板天后宮、鐵板境天后宮，是一間主祀天上聖母媽祖的廟宇，位於中華民國福建省連江縣南竿鄉仁愛村，是當地居民的信仰、人文及聚落中心，供奉罕見之「少女媽祖」神像。後於2009年5月6日公告為歷史建築。

## 沿革
金板境天后宮其肇建年代已無可考據，相傳為清代嘉慶年間，海盜蔡牽為求媽祖庇佑，捐資所建馬祖列島四座天后宮之一，有學者卓克華推論，其年代應早於蔡牽時代，而蔡牽應只是修建時捐資助修。
1869年（同治8年間）天后宮曾由居民加以修繕，內地連江縣壺江島張姓信士，捐獻鐵製香爐一座。而後又於1919年修繕，龍沙境姜姓信士敬獻楹聯一對，安凱鄉郭婆一帶黃姓「總司」敬獻石製香爐一座。
1949年，國軍進駐馬祖列島後，同年8月天后宮被暫作為仁愛國校第二分班一年級教室（現南竿鄉仁愛國小）使用，正殿為教室，以木板隔開祭祀空間，東廂房作為天后宮管理人居住空間使用。1962年，仁愛國小遷仁愛村95號，天后宮後作為手工訓練班及臨時醫療站，到了1970年代則被用於家政縫紉訓練班的場所，最後回復既往的祭祀功能，1969年，仁愛村長陳其灶延請泥水匠師王木喜，將正殿與東廂的前檐拆除牆面，改以水泥牆，後1977年，1984年發起大修，並得到當時馬祖防衛司令部司令趙萬富支援、派遣台藉技藝工兵數名協助修建。2016年大規模修繕，採傳統閩東建築工法，以修舊如舊原則盡復舊觀，外觀由大紅鮮豔轉變為質樸沉穩。

## 建築設計
天后宮保有當年閩東封火山牆的型式，內部以福州杉為材，採穿斗式構架，柱、樑、檩、枋等構件，大致上仍有廟宇原貌與架構，屋頂屬出檐式建築法，正面原為板牆立面，後為保護木構架，避免長期風化毀損，改設為磚造牆身。

### 祀神
天后宮的主神為天上聖母，廟裡所從祀的陪祀神還有威武陳元帥、華光大帝、臨水夫人、福德正神、七爺八爺、千里眼、順風耳等眾神，神像與神龕雕工古樸細膩，威武陳元帥以少見的「廟中廟」形式呈現。室內空間規劃祭祀空間與展示區，免費開放參觀。
天后宮籤詩是由當地仕紳陳郡利所贈印，值得注意的是，廟中主祀神雖為媽祖，然籤詩上卻以「金板境威武陳將軍」為名，據當地居民所言，信眾若有事相求，通常會向威武陳元帥問事。
每年農曆正月十八日，金板境天后宮將會舉行元宵擺暝與遶境活動，各家戶會在門前焚香迎接，祈求神明保佑平安。

#### 少女媽祖
不同於其他的天后宮，金板境天后宮供奉的媽祖神像並非為稍有年紀的長者面貌，而是以媽祖其得道升天的傳說時間點，維持著16歲的少女容貌。神像高110公分，面寬53.5公分，深度52.5公分，是馬祖地區目前少有的泥塑神像。

## 外部連結
- 金板境天后宮- 馬祖國家風景區 （页面存档备份，存于）
- 金板境天后宮- 文化部文化資產局 （页面存档备份，存于）
- 南竿金板境天后宮的木屏 - 國家文化記憶庫  （页面存档备份，存于）